# 上海市孙中山宋庆龄文物管理委员会
上海市孙中山宋庆龄文物管理委员会，简称上海市孙宋文管委，原称上海孙中山故居、宋庆龄故居和陵园管理委员会，建立于1985年1月，是上海市人民政府直属正厅局级事业单位，人员编制17名。
上海市孙宋文管委下辖、管理的上海孙中山故居、上海宋庆龄故居和中华人民共和国名誉主席宋庆龄陵园均为全国重点文物保护单位，馆藏文物25000余件。宋庆龄陵园管为全国爱国主义教育示范基地。

## 主要职责
- 负责本市孙中山宋庆龄文物管理、保护、研究工作，指导上海孙中山故居纪念馆、上海宋庆龄故居纪念馆、中华人民共和国名誉主席宋庆龄陵园管理处的业务工作。
- 负责管理上海宋庆龄研究会，承担本市对台有关孙中山宋庆龄宣传交流工作，参与组织相关重要纪念活动。[1]

## 机构设置

### 内设机构
- 办公室
- 业务处（研究室）

### 直属事业单位
- 上海孙中山故居纪念馆
- 上海宋庆龄故居纪念馆
- 中华人民共和国名誉主席宋庆龄陵园管理处